# Điểm phần trăm
Điểm phần trăm (percentage point) là đơn vị cho khác biệt số học của hai trị số phần trăm. Ví dụ: tăng từ 40% lên 44% là mức tăng 4 điểm phần trăm, nhưng là tăng 10 phần trăm trong những gì đang được đo. Trong tài liệu, đơn vị điểm phần trăm thường được viết ra, Sau lần xuất hiện đầu tiên, một số nhà văn viết tắt bằng cách chỉ sử dụng "điểm" hoặc "điểm".
Hãy xem xét ví dụ giả thuyết sau: Năm 1980, 50% dân số hút thuốc và năm 1990 chỉ hút 40%. Do đó, người ta có thể nói rằng từ 1980 đến 1990, tỷ lệ hút thuốc giảm 10 điểm phần trăm mặc dù hút thuốc không giảm 10 phần trăm (nó giảm 20 phần trăm) - tỷ lệ phần trăm cho thấy tỷ lệ, không phải là khác biệt.
Chênh lệch tỷ lệ phần trăm điểm là một cách để thể hiện một nguy cơ hoặc xác suất. Hãy xem xét một loại thuốc chữa một căn bệnh nhất định trong 70 phần trăm của tất cả các trường hợp, trong khi không có thuốc, căn bệnh này tự lành chỉ trong 50 phần trăm các trường hợp. Thuốc làm giảm nguy cơ tuyệt đối 20 điểm phần trăm. Các lựa chọn thay thế có thể có ý nghĩa hơn đối với người tiêu dùng thống kê, chẳng hạn như đối ứng, còn được gọi là số cần điều trị (NNT). Trong trường hợp này, biến đổi đối ứng của chênh lệch điểm phần trăm sẽ là 1/(20pp) = 1/0.20 = 5. Do đó, nếu 5 bệnh nhân được điều trị bằng thuốc, người ta có thể mong đợi chữa lành thêm một trường hợp bệnh hơn là xảy ra nếu không có thuốc.
Đối với các phép đo liên quan đến tỷ lệ phần trăm dưới dạng một đơn vị, chẳng hạn như tăng trưởng, sản lượng hoặc phân suất tống máu, độ lệch thống kê và thống kê mô tả, bao gồm độ lệch chuẩn và lỗi bình phương gốc, kết quả phải được biểu thị bằng đơn vị điểm phần trăm thay vì tỷ lệ phần trăm.  Sử dụng sai phần trăm làm đơn vị cho độ lệch chuẩn là khó hiểu, vì tỷ lệ phần trăm cũng được sử dụng làm đơn vị cho độ lệch chuẩn tương đối, tức là độ lệch chuẩn chia cho giá trị trung bình (hệ số biến thiên).

## Đơn vị liên quan
- Phần trăm (%) 1 phần trong 100
- Per mille (‰) 1 phần trong 1.000
- Điểm cơ bản () 1 phần trong 10.000
- Ký hiệu từng phần
- Phần trăm Baker
- Hàm phần trăm